# Brederodestraat (Antwerpen)
De Brederodestraat is een straat in Antwerpen die gelegen is in de wijk Brederode. De straat grenst aan de zuidkant aan de Singel en aan de noordkant aan de Amerikalei. De straat werd vernoemd naar Hendrik van Brederode (1531-1568).

## Geschiedenis
De Brederodestraat was onderdeel van het verkavelingsplan van het Zuid uit 1875. De naamgeving van de straat stamt uit 1876 en werd vernoemd naar Hendrik van Brederode. Het fungeert als een verbindingsstraat door de wijk Brederode. Rond 1884 liet de Société Anonyme du Sud d'Anvers twintig woningen bouwen die dienst deden als modelwoningen voor het Zuid. De verkoop van de woningen werd gepromoot door de Société naar aanleiding van de wereldtentoonstelling van 1885 die in Antwerpen plaatsvond. Oorspronkelijk liep de straat tot Kielse Vest. Vanaf 1969 loopt de straat door tot de Singel.

## Architectuur
De straat is gebouwd om te fungeren als winkelstraat, waardoor bij veel panden op de begane grond een handels- of horecaruimte zit en zich daarboven woonruimtes bevinden. De meeste panden stammen uit de tweede helft van de negentiende eeuw en zijn gebouwd in een neoclassicistische stijl.
Op nummer 101 bevond zich de voormalige concertzaal "Apollon" dat aan het einde van de negentiende eeuw gebouwd werd. Het gebouw werd ontworpen door Auguste Gervais. In 1921 werd een bioscoop in het pand gevestigd nadat het in handen was gekomen van operettezanger Jules Dirickx en musicalimpresario Ralph Van der Voort. Het gebouw werd afgebroken om plaats te maken voor nieuwbouw met 2 winkels en 69 appartementen.
Op nummer 119 bevindt zich de voormalige Lagere Jongensschool 17 en Lagere Meisjesschool 5, thans Stedelijke Basisschool de Kleine Wereld. Het gebouw werd in 1891 gebouwd naar een ontwerp van Gustave Royers. Tussen 1923 en 1927 werd er een verdieping op geplaatst en in 1935 uitgebreid met een zijvleugel.
Op nummer 184 bevindt zich het appartementsgebouw 't Hooghe Huys dat 64 meter hoog is en staat daarmee op de negende plek van hoogste gebouwen van Antwerpen.

## Openbaar vervoer
Door de Brederodestraat rijden zowel bussen als een tram. Tramlijn 10 en buslijnen 13 en 14 passeren door de Brederodestraat.

## Galerij

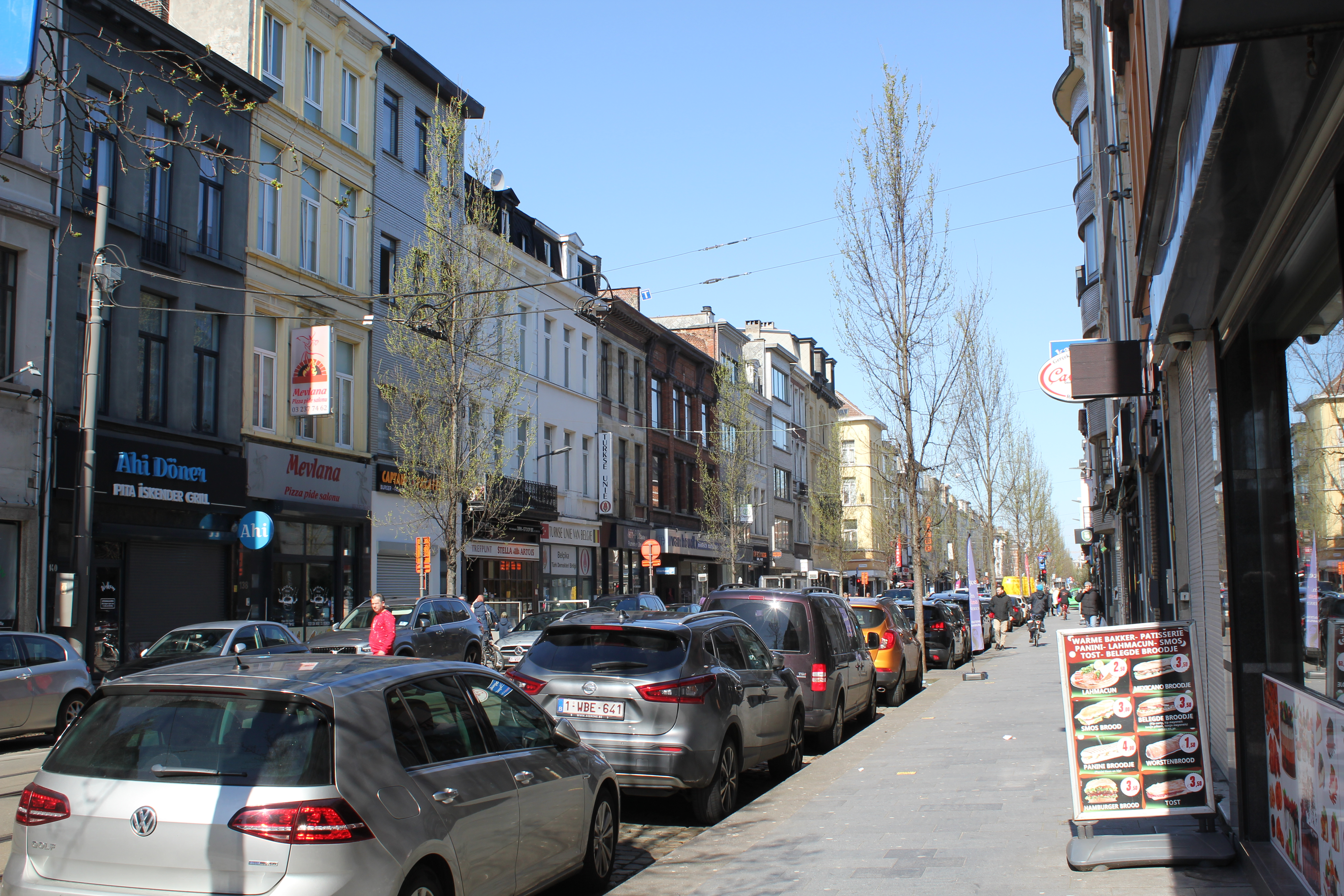
Oude winkelpanden met bovenliggende woningen
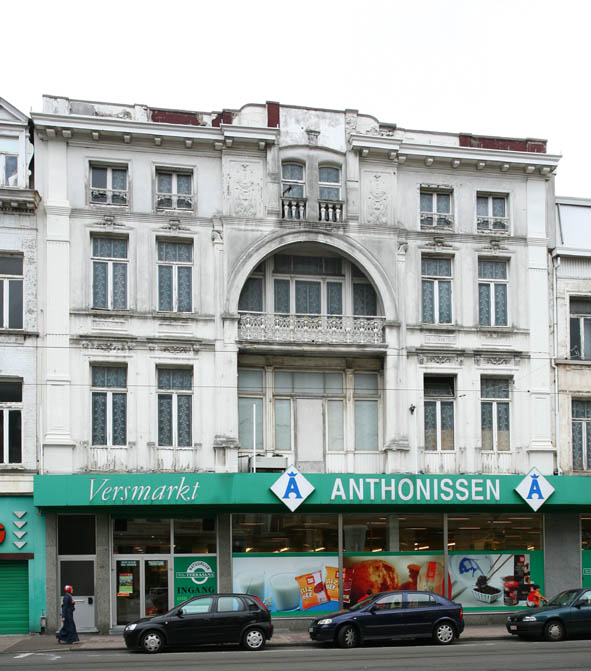
Concertzaal "Apollon", later cinema "Forum"
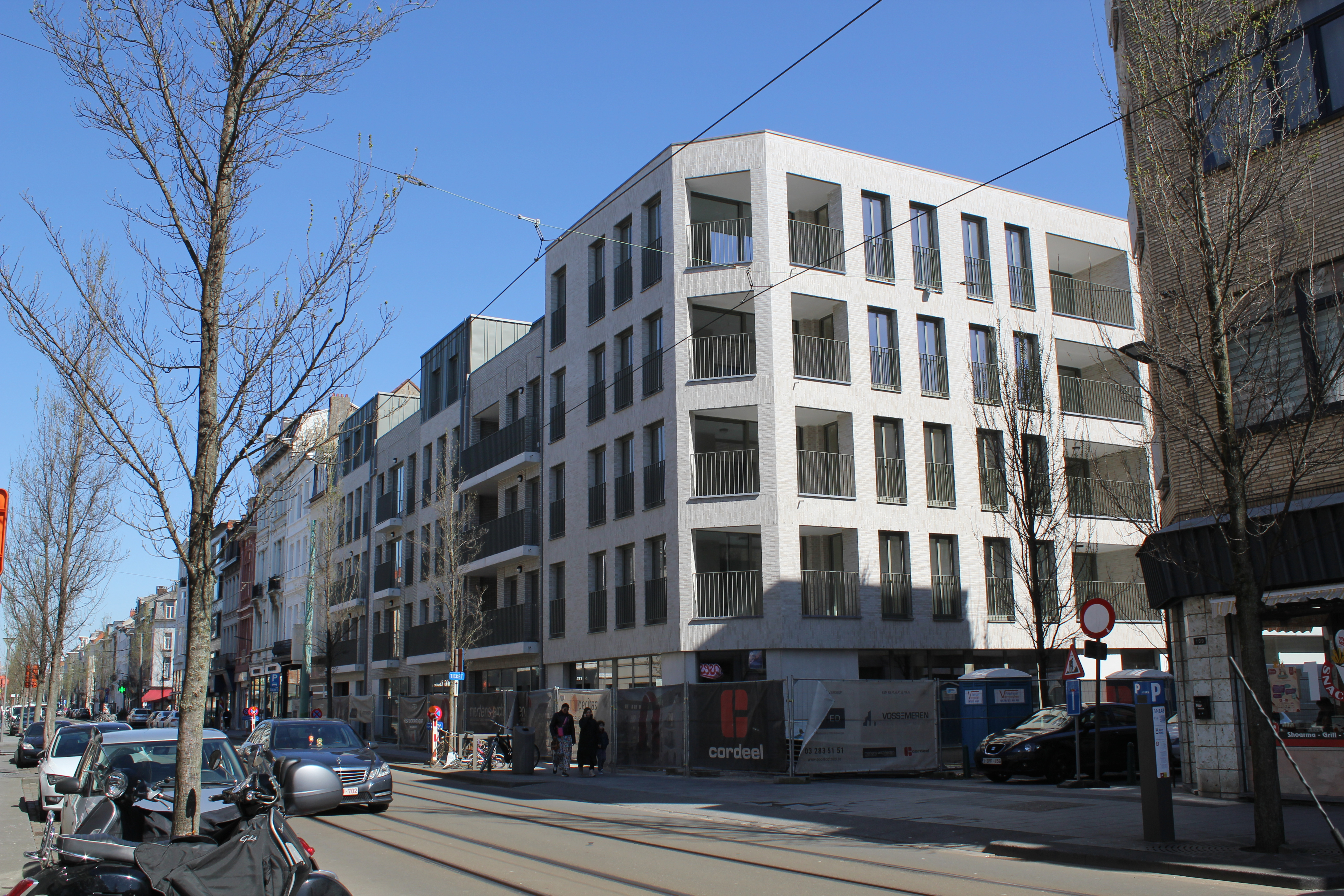
Nieuwbouw
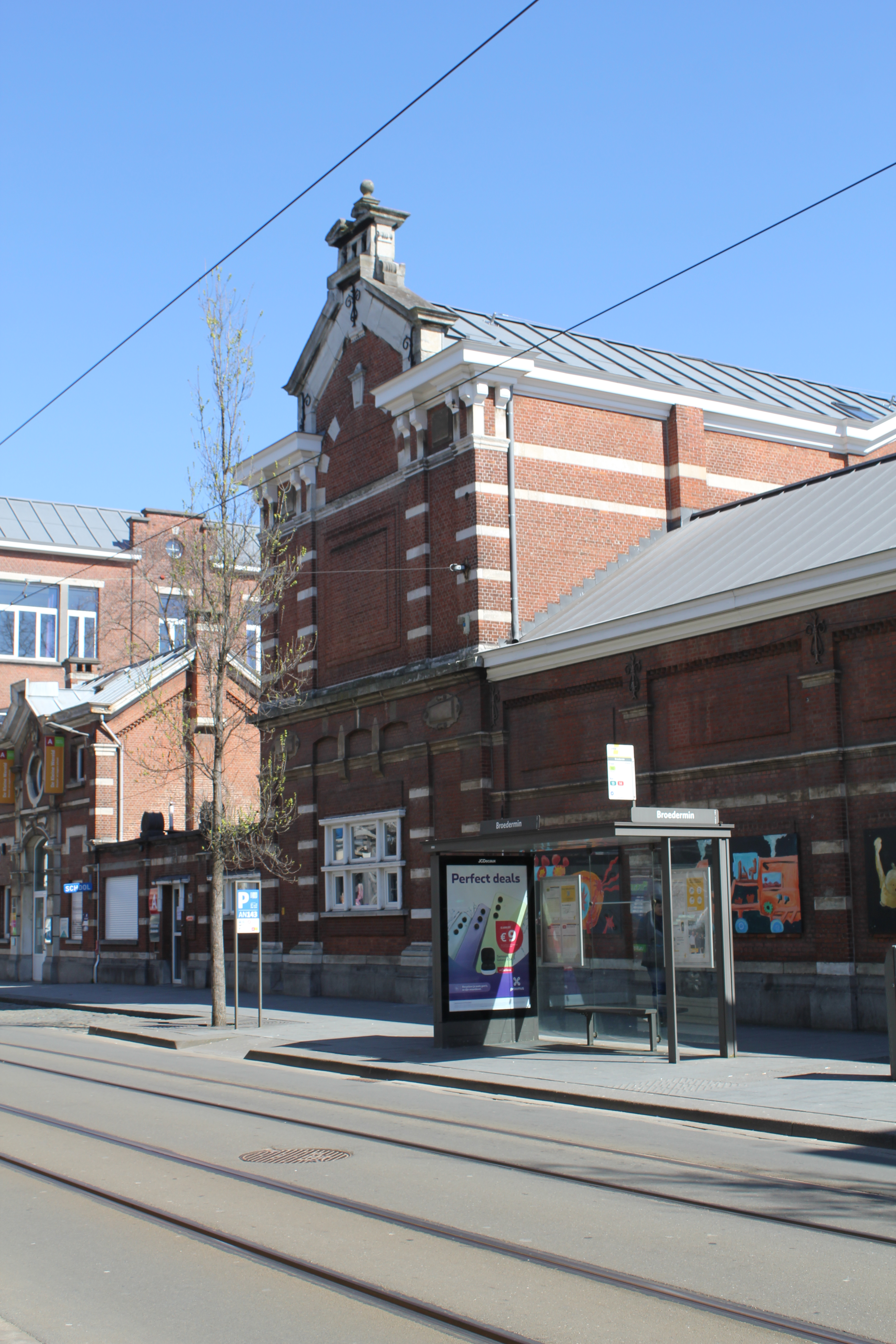
Halte Broedermin
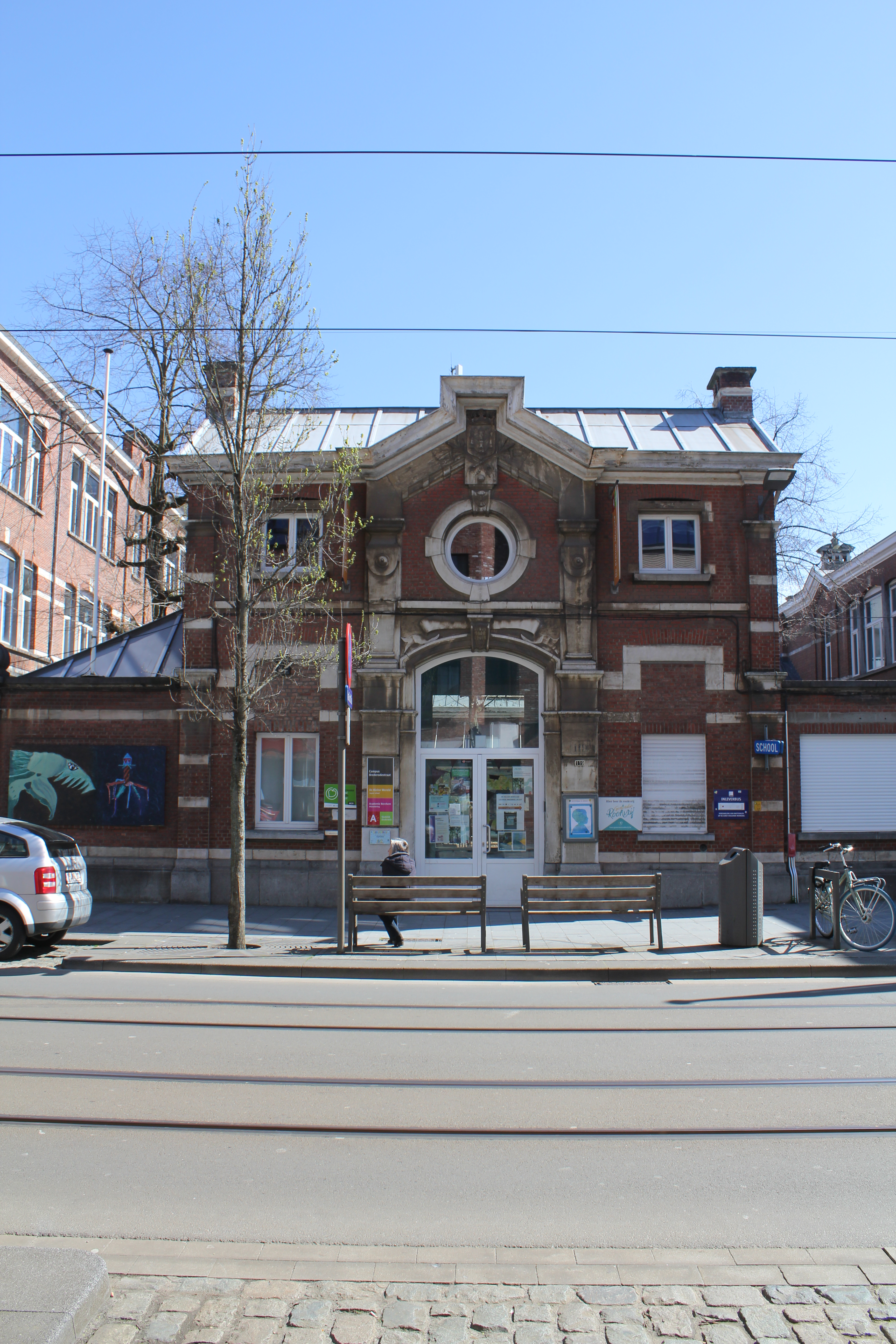
Stedelijke Basisschool de Kleine Wereld
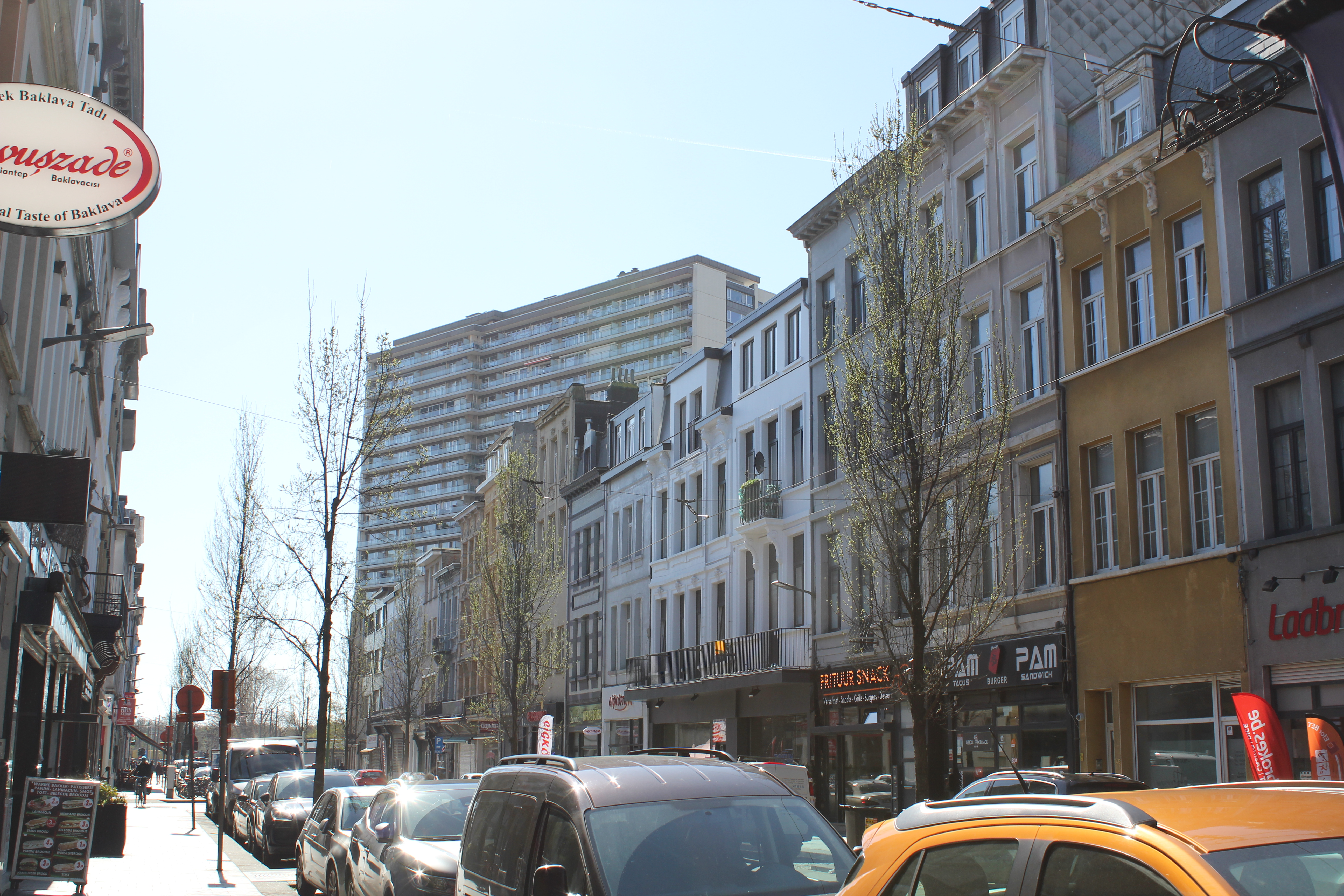
Brederodestraat met 't Hooghe Huys